# Aalborg Håndbold
Az Aalborg Håndball egy dán férfi kézilabdacsapat, amelynek székhelye Aalborgban van. A csapat nyert már dán bajnokságot, és dán kupát, a Bajnokok Ligájában pedig 2021-ben és 2024-ben döntőt játszott.

## Története
2000-ig Aalborg HSH néven szerepelt a csapat, akkor lett az Aalborg Boldspilklub A/S sportklub kézilabda-szakosztálya. Az első osztálynak a 2000–2001-es szezon óta tagjai. 2009-ben alapszakaszgyőztesek lettek, a rájátszásban végül a harmadik helyen végeztek. 2010-ben szerezték meg első dán bajnoki címüket. 2011-ben került a csapat licence egy új gazdasági társasághoz, akik a jelenleg is használt Aalborg Håndboldra változtatták az együttes nevét. Ezután lett a dán kézilabda-bajnokság egyik legmeghatározóbb csapata. Első dán csapatként a sorozat történetében 2021-ben bejutottak a Bajnokok Ligája döntőjébe, ahol az FC Barcelona ellen szenvedtek vereséget.

## Sikerei
- Dán bajnokság győztese: 2010, 2013, 2017, 2019, 2020, 2021, 2024
- Dán kupa győztese: 2018, 2021
- Bajnokok Ligája döntős: 2021, 2024

## Jelenlegi keret
A 2024–2025-ös szezon játékoskerete:
| Kapusok - 01 Niklas Landin Jacobsen - 12 Fabian Norsten - 16 Tobias Bugge Jobbszélsők - 04 Patrick Wiesmach - 19 Kristian Bjørnsen Balszélsők - 02 Mads Vestergaard - 06 Sebastian Barthold - 23 Buster Juul Beállósok - 11 Simon Hald - 20 Felix Möller - 22 René Antonsen | Balátlövők - 03 Lukas Nilsson - 21 Henrik Møllgaard - 25 Marinus Munk Irányítók - 07 Thomas Sommer Arnoldsen - 09 Miguel Martins - 18 Aleks Vlah Jobbátlövők - 14 Mads Hoxer Hangaard - 15 Jack Thurin - 17 Martin Larsen |